# 조앤 새뮤얼
조앤 새뮤얼(영어: Joanne Samuel, 1957년 8월 5일 ~ )은 오스트레일리아의 배우이다.
시드니 출신으로, 《매드 맥스》에서 주인공 맥스의 아내 제시 역으로 알려져 있다.

## 영화
- 매드니스 오브 맥스 (2015년)
- 헐리웃과 맞장뜨기: 호주 B무비의 세계 (2008년)
- 나이트마스터 (1987년) - 소니아 스페인 역
- 아스팔트 위의 여왕 (1984년)
- 매드 맥스 (1979년) - 제시 로카탄스키 역